# Пфалц-Велденц
Пфалц-Велденц (на немски: Pfalz-Veldenz, Fürstentum Pfalz-Veldenz) е княжество на Свещената Римска империя, което през 1543 г. е отцепено от Пфалц-Цвайбрюкен. Линията изчезва през 1694 г.
През 1733 г. собственостите са разпределени между Курпфалц, Пфалц-Зулцбах и Пфалц-Биркенфелд. Столици са Велденц и Лютцелщайн (La Petite-Pierre) в Елзас. Бившите собственсти днес се намират в Рейнланд-Пфалц и в двата френски департаменти Мозел и Ба Рен.
През 1543 г. чрез договор в Марбург е опредено Рупрехт от фамилията Вителсбахи, чичо и опекун на пфалцграф Волфганг фон Цвайбрюкен, да получи своя територия за себе си и наследниците му. Рупрехт умира през следващата 1544 година; неговият син Георг Йохан I, когато става пълнолетен, поема управлението на Велденц.

- Дворец Велденц (2005)
- Замък Лютцелщайн, резиденция на Пфалц-Велденц

## Князе на Пфалц-Велденц
- Рупрехт (1543 – 1544)
- Георг Йохан I (1544 – 1592)
- Георг Густав (1592 – 1634)
- Леополд Лудвиг (1634 – 1694)

## Други личности
- Анна фон Пфалц-Велденц (1540 – 1586), чрез женитба маркграфиня на Баден-Дурлах
- Доротея фон Пфалц-Велденц (1658 – 1723), чрез женитба херцогина на Цвайбрюкен
- Елизабет Йохана фон Пфалц-Велденц (1653 – 1718), чрез женитба Вилд- и Рейнграфиня цу Салм-Кирбург